# Яблучний оцет (серіал)
«Яблучний оцет» (англ. Apple Cider Vinegar) — австралійський мінісеріал 2025 року у жанрі драми, опублікований на Netflix. У серіалі, створеному See-Saw Films, знялися Кейтлін Дівер та Алісія Дебнем-Кері в ролях гуру здоров'я Белль Гібсон та Мілли Блейк, відповідно, які використовували свої платформи у соцмережах для просування альтернативної медицини. Гібсон обманювала своїх послідовників та світ фальшивим діагнозом раку, а Мілла переконала свою матір приєднатися до неї у справі ухилення від наукового лікування.

## Сюжет
Шоу розповідає про те, як Белль Гібсон вчиняє шахрайство, прикидаючись хворою на рак, аби популяризувати альтернативну медицину. Гібсон запустила додаток з кулінарними рецептами здоров'я, але незабаром її брехню розкривають.

## Акторський склад
- Кейтлін Дівер — Белль Гібсон[4]
- Алісія Дебнем-Кері в ролі Мілли Блейк (на основі особи Джесіки Ейнско)[5][6]
- Айша Ді — Шанель, подруга Мілли та помічниця Белль
- Тільда Кобхем-Герві — Люсі, хвора на рак і прихильниця Белль
- Марк Коулз Сміт — Джастін Гатрі, чоловік Люсі
- Ешлі Цукерман — Клайв, партнер Белль
- Фенікс Рей — Хек, антикризовий менеджер
- Сьюзі Портер — Тамара, мати Мілли
- Метт Нейбл у ролі Джо, тата Мілли
- Кетрін МакКлементс — Джулі, книжковий видавець Белль
- Ессі Девіс у ролі Наталі, матері Белль
- Чай Хансен — Арло, партнер Мілли
- Річард Девіс як Шон (репортер, який працює разом з Джастіном)
- Кіран Дарсі-Сміт — Ендрю Дал-Белло
- Доріс Юнан — доктор Чідіак
- Сібілла Бадд у ролі Тари Браун (репортерка телеканалу для Channel 9)
- Кейт Лістер у ролі Джордан
- Джеремі Стенфорд — доктор Волш
- Каллан Мелвей — доктор Філ

## Виробництво
Саманта Штраус створила серіал спільно з Аньою Бейєрсдорф і Анджелою Бетцієн. Серіал заснований на книзі «Жінка, яка обдурила світ» журналістів Бо Донеллі та Ніка Тоскано. Режисером усіх епізодів є Джеффрі Вокер, а Вокер і керівники виробничих компаній See-Saw Films і Picking Scabs разом із Девером є виконавчими продюсерами.
15 грудня 2023 року було оголошено про початок виробництва серіалу. Зйомки серіалу проходили в Мельбурні та його околицях, за фінансування від Screen Australia та VicScreen.
Трейлер вийшов 19 листопада 2024 року Другий трейлер серіалу було випущено 16 січня 2025 року з датою виходу 6 лютого 2025 року.

## Сприйняття
На веб-сайті агрегатора рецензій Rotten Tomatoes 82 % із 57 відгуків критиків є позитивними із середньою оцінкою 7,2/10.
Metacritic, який використовує середньозважену оцінку, поставив серіалу оцінку 70 зі 100 на основі 26 критиків, вказавши «загалом схвальні» рецензії.